# Promagistrat
Promagistrat (latinsko pro magistrate) je bil bivši rimski konzul ali bivši pretor, ki sta ga Rimska republika in Rimsko cesarstvo ob koncu njegovega letnega mandata ali pozneje pooblastila za poveljevanje rimski vojski. Promagistrati so se skladno z njihovimi prejšnji položaji imenovali prokonzuli oziroma propretorji. Položaj so uvedli v Rimski republiki. Sprva je bil namenjen zagotavljanju dodatnih vojaških poveljnikov za podporo vojskam konzulov in poveljevanju dodatni vojski. Z osvojitvijo ozemelj zunaj Italije, ki so bila priključena cesarstvu kot province, so prokonzuli in propretorji postali guvernerji oziroma upravitelji provinc. Tretja vrsta promagistratov so bili prokvestorji.

## Zgodovina
Prva vrsta promagistrata je bil prokonzul. V prvih dneh Rimske republike, ko je bilo rimsko ozemlje še majhno, je imel Rim samo dve legiji. Vsaki je poveljeval eden od dveh konzulov. Rim so nenehno napadala sosednja ljudstva: Etruščani na severu, Sabinci na vzhodu ter Volski in Ekvi na jugu. Dionizij iz Halikarnasa omenja pet prokonzulov, imenovanih od leta 480 do 464 pr. n. št. Leta 480 pr. n. št. je prokonzul poveljeval levemu krilu vojske dveh legij, medtem ko sta konzula poveljevala centru in desnemu krilu. Leta 478 pr. n. št. sta omenjena dva prokonzula. Eden je služil pod konzulom, ki je odšel na sever v vojno z Etruščani. Drugi je poveljeval dodatni tretji legiji, poslani na jug, da so se morali Volski in Ekvi vojskovati z dvema legijama. Leta 464 pr. n. št. je prokonzul poveljeval neredni vojski prostovoljcev in rezervistov, ki je podprla konzulovo vojsko, prešibko, da bi se borila z dvema sovražnikoma. Dionizij ne pojasnjuje, kakšno vlogo so imeli prokonzuli v drugih primerih. Opisuje jih kot 'legate in prokonzule', kar pomeni, da so bili delegati nadrejenega konzula ali njihovi namestniki v vojaških operacijah. Njihovo imenovanje je bilo začasno, sprejeto v izrednih vojnih razmerah. Prokonzula v zadnjem omenjenem primeru sta bila imenovana z odlokom senata. Livij omenja, da so se takšni odloki sprejemali samo v izredno nujnih primerih. Zdi se, da so za prokonzule izbirali bivše konzule zaradi njihovih prejšnjih vojaških in poveljniških izkušenj.
Koncept promagistrature je prvotno vseboval pojem promagistrata, ki bi deloval v imenu magistrata: pro consule v imenu konzula in pro praetore  v imenu pretorja. V praksi se je to spremenilo, ko se je vedno pogosteje pojaviljala potreba po dodatnih vojaških poveljnikih. Leta 366 pr. n. št. je bil ustanovljen položaj pretorja, ki je bil načelnik mestnega sodstva in lahko poveljnik rimske vojske. Med drugo samnitsko vojno (326–304 pr. n. št.) je Rim povečal število svojih legij in za posebne vojaške operacije imenoval več prokonzulov. Prokonzulov imperij (pooblastila) je postal razširjen (prorogatio) konzulov imperij. Prokonzuli so bili imenovan tudi med tretjo samnitsko vojno (298–290 pr. n. št.). Njihov imperij je bil razširjen na poveljevanje rezervnim vojskam. Prorogacija je pomenila tudi podaljšanje konzulovega ali pretorjevega imperija na obdobje, daljše od enega leta, in hkrati odpravo omejitve njegovega delovanja izključno izven rimskega mestnega obzidja.

### 3. stoletje pr. n. št.
Ker je Rim osvojil ozemlja izven Italije in jih priključil kot province, je bilo treba tja poslati guvernerje. Po priključitvi prvih dveh provinc (Sicilija leta 241 pr. n. št. ter Korzika in Sardinija leta 238 pr. n. št.) sta bila leta 227 pr. n. št. k dvema pretorjema, ki sta službovala kot vrhovna sodnika v mestu Rim, dodana dva pretorja kot guvernerja teh provinc. Še dva pretorja sta bila imenovana, ko sta bili leta 197 pr. n. št. ustanovljeni provinci Prednja in Zadnja Hispanija. Zatem niso imenovali novih pretorjev, četudi se je število provinc povečalo. Rimljani so namesto tega začeli ob koncu letnega mandata konzulov in pretorjev podaljševati njihov imperij in prokonzulom in propretorjem podeljevati položaje guvernerjev provinc. Prokonzuli so dobili province, ki so zahtevale večje število vojakov. Promagistrat je imel enak formalni status kot enakovredni magistrat in spremstvo enakega števila liktorjev.

### 1. stoletje pr. n. št.
Leta 81 pr. n. št. je Lucij Kornelij Sula dodal dva nova pretorja, tako da je bilo mogoče imenovati dva prokonzula in osem propretorjev za guvernerje desetih do takrat ustanovljenih provinc. Pretorji, ki so dotlej upravljali prve štiri province, so bili prerazporejeni na položaje v rimskem sodstvu, ker se je obremenitev sodišč v mestu povečala. Mandat guvernerja je trajal eno leto. Po prihodu svojega naslednika je moral najkasneje v trideset dneh zapustiti svojo provinco.
Leta 52 pr. n. št. je Pompej Veliki uvedel zakon, da lahko promagistratura traja pet let po izteku mandata konzula in pretorja. Julij Cezar je zakon ukinil, njegov naslednik Avgust pa ponovno uvedel.
Promagistraturo so včasih podelili osebi, ki pred tem nikoli niso imela konzulskega imperija. Med drugo punsko vojno (218–201 pr. n. št.)  je Publij Kornelij Scipion Afričan prostovoljno vodil drugo rimsko odpravo proti Kartažanom v Hispaniji. Bil je premlad, da bi bil konzul, zato mu je bil prokonzulski imperij podeljen z glasovanjem ljudstva. Ukrep je bil izjemen in prvi v zgodovini. Ko je Scipion po zmagi leta 205 pr. n. št. zapustil Hispanijo, sta bila tja poslana Lucij Kornelij Lentul in Lucij Manlij Acidin s prokonzulsko oblastjo "brez magistrature", se pravi brez predhodnega opravljanja javne funkcije. Noben od njiju pred tem ni bil konzul. Oba sta dobila tudi pravico do poveljevanja tamkajšnji rimski vojski. Vse to ni bilo skladno z rimsko ustavo in je dalo rimskemu ozemlju v Hispaniji nekoliko neuraden status. Takšno stanje se je nadaljevalo do leta 198 pr. n. št., ko je bilo odločeno, da se ustanovita dve novi provinci: Hispania Citerior in Hispania Ulterior. Ustanovljeni sta bili leta 197 pr. n. št. 
Leta 77 pr. n. št. je bil v Hispanijo poslan Pompej Veliki, da bi v sertorski vojni (80–72 pr. n. št.)  podprl Kvinta Cecilija Metela Pija v boju proti Kvintu Sertoriju. Senat mu je v ta namen podelil prokonzulski imperij, čeprav nikoli ni bil konzul.
Latinski izraz provincia (provinca) se je bolj kot na geografsko območje nanašal na območje pristojnosti guvernerja. Provincia se je na primer imenovala tudi sodna odgovornost mestnega pretorja, ki je bil hkrati glavni sodnik. Izraz je pogosto pomenil tudi vojaško odgovornost in pristojnosti konzulov v uporih in grožnjah zunanjega sovražnika. Provinca je torej pomenila območje, na katerem je guverner izvajal svoj imperij. V pozni republiki se je izraz provinca nanašal tudi na upravno območje zunaj Italije. Ko so bile ustanovljene province v sodobnem pomenu besede, so prvotno obsegale ozemlje, na katerem je promagistrat izvajal svojo vojaško oblast. Guvernerji so bili tudi sodniki v sporih med Rimljani in domačini ter med samimi domačini. Imeli so zadnjo besedo v primerih, ko lokalni zakoni niso veljali ali ko je prišlo do pritožbe. Temelj guvernerjeve oblasti je bila vojska, s katero je uveljavljal svoje odločitve. Guvernerja naj bi nadziral rimski senat, kar je bilo zaradi oddaljenosti provinc od Rima pogosto neizvedljivo.
Promagistrati so bili tako kot magistrati odgovorni za svoja dejanja. Ko so bili na svojem položaju, so imeli imuniteto, po izteku mandata pa so lahko postali predmet pregona. Ker bi do pregona prišlo po izvršenem dejanju (post facto), so bila sodišča zadržana do obsojanja članov elit. Nekaznovanje je bila splošno pravilo. Druga možnost je bila, da so obtoženi odšli v prostovoljno izgnanstvo v druga mesta, da bi se izognili kazni. Leta 171 pr. n. št. so odposlanci iz obeh Hispanij vložili pritožbe proti trem nekdanjim propretorjem v obeh provincah zaradi izsiljevanja. Vsem trem obtoženim so sodili. Sojenje enemu od njih je bilo dvakrat prestavljeno, na tretji razpravi pa je bil oproščen. Tudi drugi dve sodbi sta bili preloženi, oba obtoženca pa sta pred novim sojenjem odšla v izgnanstvo izven rimskega ozemlja. Ena od obtožb je vsebovala neprimerno vrednotenje žita, prejetega kot davek. Senat je zato odločil, da nobenemu rimskemu uradniku ni dovoljeno določati ceno žita ali prisiliti domačine, da prodajo pet odstotno kvoto žita po ceni, ki jo določi uradnik. Senat je imenoval preiskovalce (recuperatores), ki naj bi raziskali izsiljevanja in nepravilnosti propretorjev ter terjatve tožnikov. Leta 149 pr. n. št. je Republika s Kalpurnijevim zakonom (Lex Calpurnia de repetundis) ustanovika stalno sodišče za izterjavo premoženja in dolgov zaradi izsiljevanja (quaestio de pecuniis repetundis).
Lex de rebus repetundis, ki ga je uvedel Gaj Grakh leta 133 pr. n. št., je sodnike teh sodišč iz senatorskega razreda, iz katerega so bili tudi promagistrati, katerim so sodili, zamenjal s sodniki iz viteškega reda (equites). Tožba je bila glavno sredstvo, s katerim so lahko provincialci preganjali nekdanje guvernerje. Če bi nekdanjega guvernerja spoznali za krivega, bi moral povrniti dvakrat toliko, kot si je prisvojil, in se soočiti z sramoto. Ker so takšne sodne razprave potekale v Rimu, je bilo potovanje v Rim in bivanje v mestu za provincialce pogosto predrago. Razen tega je imel obtoženi možnost zapustiti mesto in se izogniti pregonu. Verresa, guvernerja Sicilije med letoma 73 in 70 pr. n. št., je po vrnitvi v Rim Ciceron preganjal zaradi nepravilnosti, goljufij in izsiljevanja. Ko je obtoženi ugotovil, da nima možnosti za oprostilno sodbo, je pobegnil v Marseille in tam živel od denarja, ki ga je nagrabil na Siciliji.

## Nerimska raba naslova
Naslov prokonzul se je kasneje začel uporabljati tudi drugod za označevanje katerega koli visokega in avtoritativnega uradnika, imenovanega od zgoraj ali od zunaj za upravljanje ozemlja brez upoštevanja lokalnih političnih institucij, se pravi uradnika, ki ni bil izvoljen ali pooblaščen od lokalnih oblasti. Eden najvidnejših primerov tega je Douglas MacArthur, ki je dobil po drugi svetovni vojni obsežna pooblastila za izvajanje reform in prizadevanj za obnovo Japonske, in bil občasno opisan kot "ameriški prokonzul Japonske".

## Raba v rimskokatoliški cerkvi
V rimskokatoliški cerkvi je v preteklosti veljalo pravilo, da morajo biti vodje vseh kurialnih kongregacij kardinali. Do poznega 20. stoletja so jih v obdobju, dokler niso bili uradno povzdignjeni v to dostojanstvo, imenovali proprefekti.

## Slici
1. ↑  Dionysius of Halicarnassus, Roman Antiquities, 9.11.2, 12.5, 16.3.-4, 63.2.
2. ↑  Livy, The History of Rome, 3.4.9-11.
3. ↑  Cicero, Letters to Friends, 3.6.
4. ↑  Suetonius. The Twelve Caesars, Julius Caesar, 28.
5. ↑  Cassius Dio. Roman History, 53.14.2.
6. ↑  Richardson, J.S. Hispaniae, Spain and the development of Roman Imperialism, 218–82 BC. str. 64–71.
7. ↑  Plutarch. Parallel Lives, The Life of Pompey, 17.
8. ↑  Richardson, J. Roman Provincial Administration. str. 47-49.
9. ↑  livy. The History of Rome, 43.2.
10. ↑  Gruen, E.S. Roman Politics and the Criminal Courts (1968), str. 10.
11. ↑  Richardson, J. Roman Provincial Administration. str. 27–28, 44–45.